# 桑塔斯马尔塔斯
桑塔斯马尔塔斯，是西班牙卡斯蒂利亚-莱昂莱昂省的一个市镇。 总面积119平方公里，总人口961人（001年），人口密度8人/平方公里。